# ابن يعقوب
ابن يعقوب هي جماعة قروية بإقليم طاطا في جهة سوس ماسة جنوب المغرب، وهي تبعد عن مدينة طاطا بـ 120 كلم، وتضم 2919 نسمة حسب الإحصاء العام للسكان والسكنى لسنة 2014.

## دواوير الجماعة
- امي نتاتلت (مركز الجماعة)
- تسناسمين
- اليغ
- الركن
- تسفروين
- أگني

## التعليم
قائمة المؤسسات التعليمية في ابن يعقوب:
- مجموعة مدارس ابن يعقوب